# 吉巴 (排球运动员)
小吉尔贝托·阿毛里·德戈多伊（葡萄牙語：Gilberto Amauri de Godoy Filho，1976年12月23日—），通称吉巴（Giba），是一名巴西前職業排球選手，在場上位置為主攻手。在2000年代左右，他被大眾認為是世界上最好的排球運動員之一。他曾效力於巴西、義大利、俄羅斯、阿根廷和阿拉伯聯合大公國等職業聯賽的球隊。人們對他最為深刻的印象莫過於他在巴西國家男子排球隊時的輝煌戰績。
他在國家隊擔任隊長期間，共為球隊贏得8屆南美洲排球錦標賽冠軍、3屆美洲盃冠軍、8屆世界排球聯賽冠軍、3屆世界大冠軍盃排球賽冠軍、3屆世界男子排球錦標賽冠軍（三連霸：2002、2006、2010）、1屆奧運排球賽冠軍（2004年雅典奧運），以及2屆奧運排球賽亞軍（2008年北京奧運、2012年倫敦奧運）。
Giba在2014年夏季時宣布退役，時年37歲。

## 打球風格
以排球運動員來說，Giba的個子並不高，但他憑藉獨特的身體素質和彈跳能力彌補了身高的限制。作為現役選手時，他被認為是世界上最好的主攻手之一。Giba不僅因其出色的表現而受到讚賞，他對勝利的渴望、個人魅力和對排球的熱情，使他受到全世界排球迷的喜愛。由於他優秀的領導能力，他被任命為巴西男排的隊長。他以充滿活力的個性而聞名，這有助於激勵隊伍中的其他球員發揮出自身最佳的潛能，像是隊伍中精神支柱般的存在。巴西男排在2000年代被認為幾乎是無敵的存在，其中Giba可說是功不可沒。2018年，Giba被選入排球名人堂。

## 個人生活
Giba出生於隆德里納，不過後來在庫里奇巴成長。當他出生六個月時，被診斷出罹患白血病，因此他在孩提時期便不斷與此病奮戰。
他的第一任妻子為羅馬尼亞裔巴西籍的前國際排球選手Cristina Pîrv，兩人婚姻自2003年至2012年，並育有一子(Patrick)一女(Nicoll)。2012年11月，Cristina提出離婚。2013年，他開始與Maria Luiza Dautt約會。Giba精通三種語言：葡萄牙語、英語和義大利語。

### 商業合作
Giba參與了以下品牌的商業活動：Vogue Italia、日產汽車、Technos手錶和巴西運動品牌Olympikus。

### 社會公益
Giba長期投身於孤兒和罹癌幼童的慈善活動，他也積極參與對抗前列腺癌的活動。Giba與同為排球選手的前妻Cristina Pirv曾參與健康生活藝術研究所的對抗乳腺癌運動。Giba還與來自里約熱內盧社會計畫的600名兒童一起慶祝奧林匹克日。他是FIVB運動員委員會的主席。他還積極參與社會福利活動。

### 媒體
巴西奧林匹克委員會為Giba製作了一部名為〈Heróis Olímpicos〉的紀錄片。他的自傳《Giba Neles!》已被翻譯成波蘭語和義大利與發行。

## 體育成就

### 俱樂部
- CEV冠軍聯賽
  -  2008/2009 – 與Iskra Odintsovo
- 國內聯賽
  - 1999/2000  巴西錦標賽，與Minas Tênis Clube
  - 2000/2001  巴西錦標賽，與Minas Tênis Clube
  - 2005/2006  義大利盃，與Bre Banca Lannutti Cuneo
  - 2007/2008  俄羅斯排球超級聯賽，與Iskra Odintsovo
  - 2008/2009  俄羅斯排球超級聯賽，與Iskra Odintsovo
  - 2009/2010  巴西錦標賽，與Pinheiros

### 國家隊
- 1993  世界青少年男子排球錦標賽
- 1995  世界青年排球錦標賽
- 1995  南美洲排球錦標賽
- 1997  南美洲排球錦標賽
- 1997  世界大冠軍盃排球賽
- 1998  美洲盃
- 1999  南美洲排球錦標賽
- 1999  美洲盃
- 2001  世界排球聯賽
- 2001  南美洲排球錦標賽
- 2001  美洲盃
- 2002  世界排球聯賽
- 2002  世界男子排球錦標賽
- 2003  世界排球聯賽
- 2003  南美洲排球錦標賽
- 2003  世界盃排球賽
- 2004  世界排球聯賽
- 2004  奧林匹克運動會
- 2005  世界排球聯賽
- 2005  南美洲排球錦標賽
- 2005  世界大冠軍盃排球賽
- 2006  世界排球聯賽
- 2006  世界男子排球錦標賽
- 2007  世界排球聯賽
- 2007  泛美運動會排球比賽
- 2007  南美洲排球錦標賽
- 2007  世界盃排球賽
- 2008  奧林匹克運動會
- 2009  世界排球聯賽
- 2009  南美洲排球錦標賽
- 2009  世界大冠軍盃排球賽
- 2010  世界排球聯賽
- 2010  世界男子排球錦標賽
- 2011  世界排球聯賽
- 2011  世界盃排球賽
- 2012  奧林匹克運動會

### 個人榮譽
- 1993 世界青少年男子排球錦標賽 – 最有價值球員
- 1995 世界青年排球錦標賽 – 最有價值球員
- 2004 奧林匹克運動會 – 最有價值球員
- 2006 世界排球聯賽 – 最有價值球員
- 2006 世界男子排球錦標賽 – 最有價值球員
- 2006 Prêmio Brasil Olímpico – 年度最佳運動員
- 2007 泛美運動會 – 最有價值球員
- 2007 南美洲排球錦標賽 – 最有價值球員
- 2007 世界盃排球賽 – 最有價值球員
- 2008 世界排球聯賽 – 最佳發球選手
- 2009 南美洲排球錦標賽 – 最佳攻擊手
- 2010 Famous Magazine – 過去十年最佳排球運動員
- 2011 巴拉那州 – 體育推廣獎章
- 2011 天空體育台 – 世界最著名排球運動員[16]
- 2015 FOX體育台 – 有史以來最佳男排運動員[17]
- 2016 RCI Brasil – 最佳運動項目

## 外部連結
- Giba個人官方網站 （页面存档备份，存于）
- FIVB官方網站 選手個人資料 （页面存档备份，存于）
- Serie A官方網站 選手個人資料 （页面存档备份，存于）

| 獎項                     | 獎項                                  | 獎項                       |
| ------------------------ | ------------------------------------- | -------------------------- |
| 前任： Bas van de Goor   | 奧林匹克運動會 最有價值球員 雅典 2004 | 繼任： 克萊頓·斯坦利       |
| 前任： 伊萬·米利科維奇   | 世界排球聯賽 最有價值球員 2006        | 繼任： Ricardo Garcia      |
| 前任： Marcos Milinkovic | 世界男子排球錦標賽 最有價值球員 2006  | 繼任： Murilo Endres       |
| 前任： ?                 | 南美洲排球錦標賽 最有價值球員 2007    | 繼任： Murilo Endres       |
| 前任： 山本隆弘          | 世界盃排球賽 最有價值球員 2007        | 繼任： 馬克西姆·米哈伊洛夫 |
| 前任： Ernardo Gómez     | 泛美運動會排球比賽 最有價值球員 2007  | 繼任： 威爾弗雷多·萊昂     |
| 前任： Semyon Poltavskiy | 世界排球聯賽 最佳發球選手 2008        | 繼任： 威爾弗雷多·萊昂     |
| 前任： Rodrigão          | 南美洲排球錦標賽 最佳攻擊手 2009      | 繼任： Dante Amaral        |